# Tapobali (Wulandoni)
Tapobali is een bestuurslaag in het regentschap Lembata van de provincie Oost-Nusa Tenggara, Indonesië. Tapobali telt 309 inwoners (volkstelling 2010).